# Black pudding

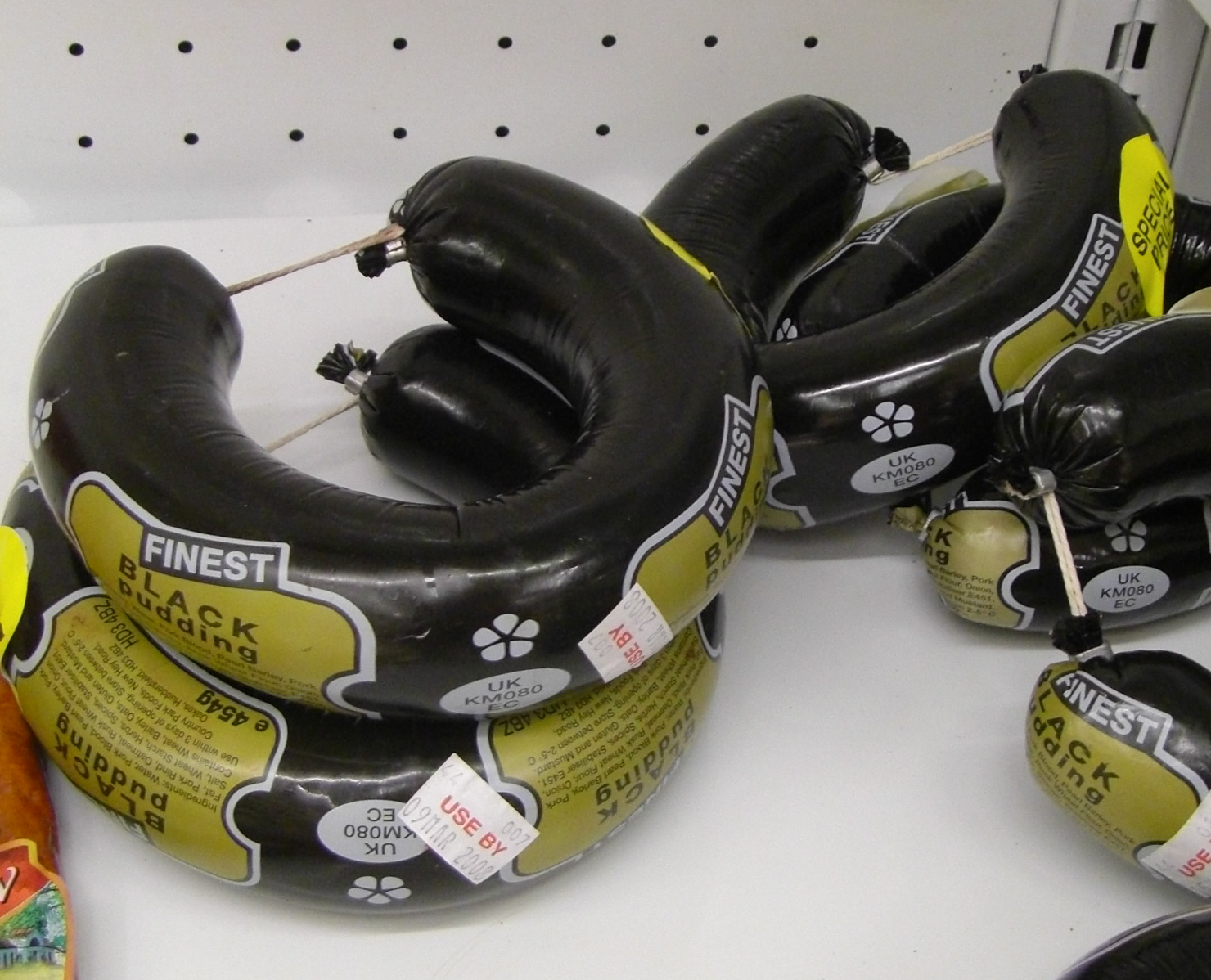
Black pudding przed ugotowaniem

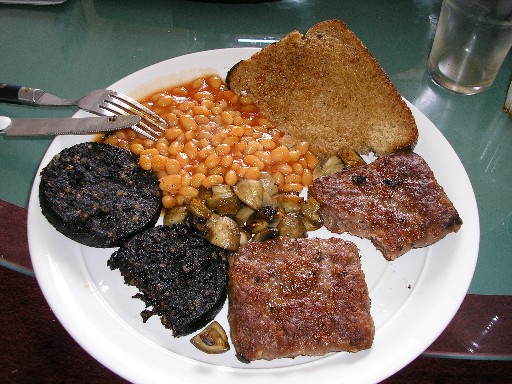
Szkockie śniadanie na ciepło, w tym black pudding (po lewej)

Black pudding – rodzaj wędliny pochodzącej z Wysp Brytyjskich, której podstawowymi składnikami są podroby i krew. W USA nazywana także blood sausage. Do jej produkcji używana jest krew wieprzowa lub wołowa, rzadziej stosuje się krew owczą czy końską. Oprócz krwi, do wypełnienia jelit zwierzęcych używa się mięsa, tłuszczu, pieczywa, łoju i płatków owsianych. Jest składnikiem pełnego angielskiego śniadania.
Polskim odpowiednikiem tego rodzaju wędliny jest kaszanka (na Śląsku krupniok) – krew z kaszą i podrobami oraz śląski żymlok, krwawa kiszka czy spotykane w centralnej Polsce tzw. czarne (krew z bułką, podrobami i tłuszczem).